# Rhampholeon
El género Rhampholeon es un género de reptiles de la familia Chamaeleonidae, comúnmente conocidos como camaleones pigmeos.
Son originarios de la parte central del este de África habitando en bosques y matorrales encontrándose entre las hierbas o en las ramas bajas de árboles y arbustos.
Son de colores verdosos, marrones y grisáceos alcanzando los 6 cm de cabeza a cola

## Especies
Se reconocen las siguientes:
- Rhampholeon acuminatus Mariaux & Tilbury, 2006[2]- Camaleón pigmeo Nguru.
- Rhampholeon beraduccii Mariaux & Tilbury, 2006[2]- Camaleón pigmeo de Beraducci.
- Rhampholeon bombayi Hughes, Behangana, Lukwago, Menegon, Dehling, Wagner, Tilbury, South, Kusamba & Greenbaum, 2024[3] - Camaleón pigmeo de Sidi Mubarak Bombay.
- Rhampholeon boulengeri Steindachner, 1911[4] - Camaleón pigmeo de Boulenger.
- Rhampholeon bruessoworum Branch, Bayliss & Tolley, 2014[5]- Camaleón pigmeo del Monte Inago.
- Rhampholeon chapmanorum Tilbury, 1992[6] - Camaleón pigmeo de Chapman.
- Rhampholeon colemani Menegon, Lyakurwa, Loader & Tolley, 2022[7] - Camaleón pigmeo del Escarpado Uzungwa.
- Rhampholeon gorongosae Broadley, 1971[8] - Camaleón pigmeo del Monte Gorongosa.
- Rhampholeon marshalli Boulenger, 1906[9] - Camaleón pigmeo de Marshall.
- Rhampholeon maspictus Branch, Bayliss & Tolley, 2014[5]- Camaleón pigmeo del Monte Mabu.
- Rhampholeon monteslunae Hughes, Behangana, Lukwago, Menegon, Dehling, Wagner, Tilbury, South, Kusamba & Greenbaum, 2024[3]- Camaleón pigmeo las Montañas Rwenzori ("Montañas de la luna").
- Rhampholeon moyeri Menegon, Salvidio & Tilbury, 2002[10]- Camaleón pigmeo de Moyer.
- Rhampholeon msitugrabensis Hughes, Behangana, Lukwago, Menegon, Dehling, Wagner, Tilbury, South, Kusamba & Greenbaum, 2024[3]- Camaleón pigmeo de Rift Albertino.
- Rhampholeon nalubaale Hughes, Behangana, Lukwago, Menegon, Dehling, Wagner, Tilbury, South, Kusamba & Greenbaum, 2024[3]- Camaleón pigmeo de Luganda.
- Rhampholeon nchisiensis (Loveridge, 1953)[11] - Camaleón pigmeo sudafricano.
- Rhampholeon nebulauctor Branch, Bayliss & Tolley, 2014[5]- Camaleón pigmeo del Monte Chiperone.
- Rhampholeon nicolai Menegon, Lyakurwa, Loader & Tolley, 2022[7]- Camaleón pigmeo de Nicola.
- Rhampholeon platyceps Günther, 1893[12] - Camaleón pigmeo del Monte Mulanje,.
- Rhampholeon plumptrei Hughes, Behangana, Lukwago, Menegon, Dehling, Wagner, Tilbury, South, Kusamba & Greenbaum, 2024[3] - Camaleón pigmeo de Andrew Plumptre.
- Rhampholeon princeeai Menegon, Lyakurwa, Loader & Tolley, 2022[7]- Camaleón pigmeo de Princeeai.
- Rhampholeon rubeho Menegon, Lyakurwa, Loader & Tolley, 2022[7]- Camaleón pigmeo de Rubeho.
- Rhampholeon sabini Menegon, Lyakurwa, Loader & Tolley, 2022[7]- Camaleón pigmeo del norte de Nguu.
- Rhampholeon spectrum (Buchholz, 1874)[13] - Camaleón pigmeo de Camerún.
- Rhampholeon spinosus (Matschie, 1892)[14] - Camaleón pigmeo de nariz de roseta.
- Rhampholeon temporalis (Matschie, 1892)[14] - Camaleón pigmeo de Usambara.
- Rhampholeon tilburyi Branch, Bayliss & Tolley, 2014[5]- Camaleón pigmeo del monte Namuli.
- Rhampholeon uluguruensis Tilbury & Emmrich, 1996[15] - Camaleón pigmeo de Uluguru.
- Rhampholeon viridis Mariaux & Tilbury, 2006[2]- Camaleón pigmeo verde.
- Rhampholeon waynelotteri Menegon, Lyakurwa, Loader & Tolley, 2022[7]- Camaleón pigmeo de Wayne.